# Giwer

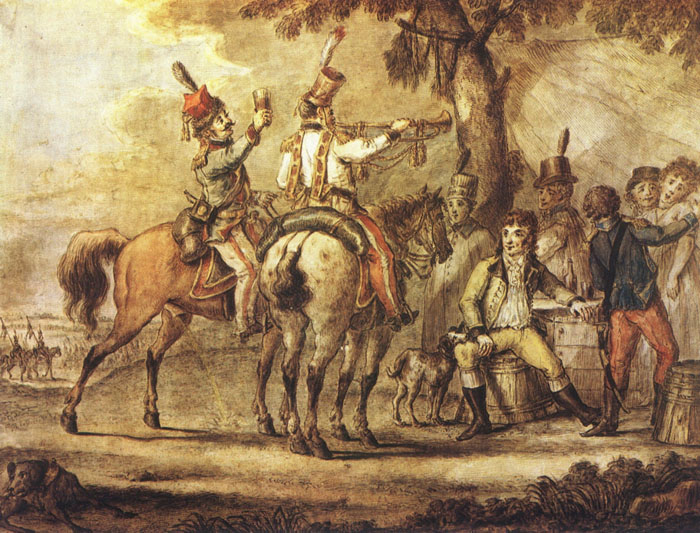
Żołnierze polscy na biwaku w 1794 roku (mal. Aleksander Orłowski) – pośrodku trębacz w giwerze

Giwer (kiwer) – rodzaj wojskowego nakrycia głowy, wykonanego z ciemnego filcu. Wysoka czapka w kształcie ściętego, lekko zwężającego się ku górze stożka, z daszkiem opuszczanym z przodu lub (w starszej odmianie) z przodu i z tyłu.
Używane w Polsce od końca XVIII wieku do XIX wieku. Wprowadzone do umundurowania po 1775 roku – m.in. było nakryciem głowy pocztowych Kawalerii Narodowej. Później, w zbliżonej do czaka formie stosowane w oddziałach Legii Księstwa Warszawskiego.